# التيار (صحيفة)
التيار هي صحيفة عربية يومية سودانية تصدر عن شركة فري ويرد في الخرطوم. 

## التاريخ والملف الشخصي
تأسست صحيفة التيار عام 2009 على يد الصحفي السوداني عثمان ميرغني، والذي ترأس تحريرها، ولا يزال يشغل منصب رئيس التحرير لها منذ تأسيسها وحتى اليوم، بينما يشغل نجله جهاد عثمان ميرغني منصب رئيس مجلس إدارتها، ويشغل خالد فتحي منصب مدير تحرير الصحيفة. 
تُعتبر صحيفة التيار صحيفة مستقلة تُركز على القضايا والموضوعات السياسية والاجتماعية التي تهم المواطن السوداني، وتقدم تغطية شاملة للأحداث الجارية محليًّا وعربيا ودوليًّا، كما تُسلط الضوء على مُختلف جوانب الحياة في الشارع السوداني. 

## الموقف السياسي
تبنت صحيفة التيار موقفًا مناهضًا للحكومة السودانية في عهد الرئيس السابق عُمر البشير، وهو ما عرض الصحيفة للإيقاف وحظر النشر ومصادرة النُسخ لعدة مرات كانت أولها في عام 2012، عندما قررت الحكومة السودانية إيقاف صحيفة التيار وتعليق صدورها على خلفية ملفّات الفساد التي كشفت عنها الصحيفة قبل أن تصدر المحكمة الدستورية السودانية قرارها بالسماح بنشر الصحيفة. وفي 15 ديسمبر (كانون الأول) عام 2015، أصدر جهاز الأمن السوداني قرارًا بإيقاف صحيفة التيار وتعليق صدورها مرة أخرى لأسباب لم يتم الكشف عنها في هذه المرة، وهو القرار الذي ظل ساريا إلى أن أبطلته المحكمة الدستورية السودانية وقضت بعودة الصحيفة للصدور مُجددا في الأول من مايو 2016.

## المحتوى

### رئاسة التحرير
تولى الصحفي السوداني عثمان ميرغني منصب رئيس تحرير صحيفة التيار منذ تأسيسها في عام 2009 وحتى اليوم، على حين شغل جهاد عثمان ميرغني منصب رئيس مجلس إدارتها، ويشغل خالد فتحي منصب مدير تحرير الصحيفة. 

## روابط خارجية
- الموقع الرسمي لصحيفة التيار